# アトランタ (軽巡洋艦)
アトランタ (USS Atlanta, CL-51) は、アメリカ海軍の軽巡洋艦。アトランタ級軽巡洋艦の1番艦。艦名はジョージア州アトランタに因む。その名を持つ艦としては3隻目。本級は当初嚮導艦と見なされたが、防空巡洋艦として活用されることとなる。乗組員からは「ラッキーA」の愛称で呼ばれていた。

## 艦歴
「アトランタ」はニュージャージー州カーニーのフェデラル・シップビルディング・アンド・ドライドック社で1940年4月22日に起工。1941年9月6日に『風と共に去りぬ』の作者であるマーガレット・ミッチェルによって進水、1941年12月24日にブルックリン海軍工廠でサミュエル・P・ジェンキンズ艦長の指揮下で就役する。
艤装が完了すると「アトランタ」は3月13日までチェサピーク湾及びメイン州のカスコ湾で整調訓練を行う。訓練終了後、調整修理及び仕様変更のためニューヨーク海軍工廠入りする。3月31日にニューヨークを出航し、4月5日にパナマ運河地帯、8日にクリストバルに到着した。パナマ地峡の水路を通過後、アトランタは4月12日にバルボアを出航し、ハワイへの巡航途中にクリッパートン島の調査命令を受ける。その後敵と接触することもなく、4月23日に真珠湾に到着した。

### ミッドウェー海戦
「アトランタ」はハワイに短期間滞在し、5月3日にはオアフ島沖で対空訓練を行う。5月10日に駆逐艦「マッコール (USS McCall, DD-400) 」と共に、給兵艦「レーニア (USS Rainier, AE-5) 」および給油艦「カスカスキア (USS Kaskaskia, AO-27) 」の護衛としてニューカレドニアのヌメアに向けて出航する。5月16日、ウィリアム・ハルゼー中将指揮する第16任務部隊に合流、同部隊は空母「エンタープライズ (USS Enterprise, CV-6) 」「ホーネット (USS Hornet, CV-8) 」を中心として形成され、ミッドウェー島に迫った日本軍の脅威に対応するためハワイ海域への移動を命じられた。部隊は5月26日に真珠湾に到着した。
「アトランタ」は第16任務部隊と共に28日の朝に出航した。ミッドウェー島北西部で活動する空母の護衛を担当し、6月4日の朝に南西部の日本艦隊探知の報を得て、「ホーネット」を護衛していたアトランタは戦闘のために出航した。3隻の空母から発進した航空団は日本艦隊を発見し、その日に空母「ヨークタウン (USS Yorktown, CV-5) 」と「エンタープライズ」からの部隊が日本空母4隻に対して致命的な損傷を与えた。日本軍機は「ヨークタウン」を中心とする第17任務部隊に2度の攻撃を行った。その後のミッドウェー海戦を通じて「アトランタ」は第16任務部隊の護衛を担当、6月11日まで同任務に従事し、部隊は真珠湾への帰還命令を受けた。
6月13日に「アトランタ」は真珠湾に到着し、6月21日、25日、26日と対空訓練を行い、食糧および物資を積み込みその後は7月まで24時間、続いて48時間の警戒態勢を取った。7月1日、2日に乾ドック入りし艦底部の研磨、塗装が行われた。6日に信頼性の確認を完了し、その後任務を再開、砲術訓練および高速巡航訓練、ハワイ訓練海域での艦砲射撃訓練を行った。
1942年7月15日、「アトランタ」は第16任務部隊と共にトンガタプ島に向けて出航した。7月24日にヌクアロファで停泊し、同地で駆逐艦「モーリー (USS Maury, DD-401) 」に燃料を補給、次にタンカー「モビルーブ (Mobilube) 」から燃料を積み込み、同日遅くに出航、部隊に追いついた。7月29日、ガダルカナル島侵攻の準備が整い、「アトランタ」は第61任務部隊に配属された。
8月7日および8日に空母搭載機によるガダルカナル島上陸に先立つ航空攻撃が行われ、「アトランタ」は空母の護衛任務を担当、9日に空母任務部隊が後退するまで同島付近に留まった。続く数日間、巡航を続け、ソロモン諸島付近で活動を続ける任務部隊の支援に当たった。

### 第二次ソロモン海戦
アメリカ軍によるガダルカナル島上陸は、連合艦隊司令長官・山本五十六大将にガダルカナル島への援軍を乗せた輸送船団を護衛するための機動部隊を送り込む決心を固めさせた。8月23日朝、アメリカ側の偵察機は北西方向に南雲忠一中将率いる機動部隊と第二水雷戦隊（田中頼三少将）の一隊に護衛された輸送船団を発見。「エンタープライズ」と「サラトガ」はただちに攻撃隊を発進させ、これに呼応してガダルカナル島の海兵隊機も攻撃に出動した。しかし、天候不良などにより敵を発見することが出来ず、攻撃隊は引き返さざるを得なかった。
翌8月24日、「アトランタ」は日本側の通信を傍受。これを「エンタープライズ」に座乗のフランク・J・フレッチャー中将に報告するとともに、「アトランタ」は13時28分に反撃に備えて戦闘配置を令し、以後5時間半にわたって日本の攻撃隊との戦闘に明け暮れた。15時30分、「アトランタ」は20ノットの速力で第16任務部隊を護衛中だった。第16任務部隊は北西方向に発見された敵機動部隊との距離を縮めつつあった。16時37分、任務部隊の速力は25ノットとなり、対空陣形に整えた後、17時6分に「エンタープライズ」は攻撃隊を発進させた。
ところが、「エンタープライズ」からの攻撃隊と入れ違いに空母「翔鶴」と「瑞鶴」からの攻撃隊が第16任務部隊に接近しつつあった。17時10分、北西方向から18機の九九式艦上爆撃機が突入してきた。その後の約11分間、ジェンキンズ艦長は「アトランタ」の全ての銃砲、5インチ砲と28ミリ機銃、20ミリ機銃で「エンタープライズ」の頭上に対空弾幕を作り出した。「エンタープライズ」は「アトランタ」の対空砲火に守られ、激しい回避運動にもついていったが、5機の九九式艦爆の攻撃を許し、1発の爆弾が命中した。ジェンキンズは、「エンタープライズ」を攻撃した5機の九九式艦爆も撃墜しただろうと報告した。
翌日から、「アトランタ」は第11任務部隊に合流して行動した。8月30日、第61任務部隊は潜水艦「伊26」の雷撃を受け、「サラトガ」が損傷した。フレッチャー中将は旗艦を重巡洋艦「ミネアポリス (USS Minneapolis, CA-36) 」に変更し、「ミネアポリス」は「サラトガ」を曳航して戦場から離脱。9月6日、第61任務部隊はトンガタプ島に到着した。「アトランタ」は重巡「ニューオーリンズ (USS New Orleans, CA-32) 」から補給を受けて一息ついた。
9月13日、「アトランタ」は給兵艦「ラッセン (USS Lassen, AE-3) 」および航空機輸送艦「ハモンズポート (USS Hammondsport, APV-2) 」をダンベア湾まで安全に護衛した後、ヌメアに帰投した。9月19日に補給を終えた「アトランタ」は、2日後の21日に第66.4任務群に加わった。9月23日、任務群は第17任務部隊の一部を構成するため、戦艦「ワシントン (USS Washington, BB-56) 」および駆逐艦「ウォーク (USS Walke, DD-416) 」「ベンハム (USS Benham, DD-397) 」とともにトンガタプ島に向かい、26日に到着した。
「アトランタ」は10月7日まで任務群と行動した後、10月11日から14日までガタルカナル島行きの輸送船団を間接護衛し、任務終了後の15日午後には燃料補給のためエスピリトゥサント島に向かった。その際、第64任務部隊（ウィリス・A・リー少将）の指揮下に入り、日没後に再びガダルカナル島の間接援護を行った。エスピリトゥサント島に帰投の後補給を行い、10月23日にセゴン水道から出撃した。
2日後、山本は日本陸軍のガダルカナル島での攻勢を支援し、同時にこの方面のアメリカ海軍部隊を殲滅すべく、機動部隊を送り込んだ。「アトランタ」は第64任務部隊の一艦として「ワシントン」、重巡「サンフランシスコ (USS San Francisco, CA-38) 」、軽巡「へレナ (USS Helena, CL-50) 」および2隻の駆逐艦とともに行動。2日後の南太平洋海戦当日には、「アトランタ」は2つの空母任務部隊の後方にあった補給部隊を間接護衛した。10月27日、「伊15」と見られる潜水艦が第64任務部隊を攻撃した際、「アトランタ」は高速でその海域を離れた。
10月28日朝、「アトランタ」は「サンフランシスコ」からノーマン・スコット少将を迎え入れ、新編成の第64.2任務群の旗艦となった。「ワシントン」から燃料を補給された「アトランタ」は、4隻の駆逐艦とともにガタルカナル島沿岸部に向かい、日本軍の拠点と思しき地点に砲弾を撃ち込んだ。30日朝5時50分、ルンガ岬沖で海兵隊とコンタクトを取り、終了後は西方に向かって6時29分にはクルーズ岬に対して砲撃を行った。反撃は全く受けず、第64.2任務群はルンガ岬に戻った。ここで再び海兵隊とコンタクトを取った後、「アトランタ」は護衛群とともにエスピリトゥサント島に向かった。10月31日午後、エスピリトゥサント島に帰投した。

### 第三次ソロモン海戦

#### 船団護衛
「アトランタ」は引き続きスコット少将の旗艦として行動し、4隻の駆逐艦とともに輸送艦「ゼイリン (USS Zeilin, APA-3) 」「リブラ (USS Libra, AK-53) 」および「ベテルギウス (USS Betelgeuse, AK-28) 」を護衛してガダルカナル島に向かった。11月12日、「アトランタ」と駆逐艦群は第62.4任務群を編成してルンガ岬に到着し、輸送艦は部隊と物資を揚陸した。
9時5分、任務群は「北西方向から9機の爆撃機と12機の戦闘機が向かっており、9時30分ごろに到達するであろう」との報告を受け、3隻の輸送艦を駆逐艦で護衛した上で北方に避退させた。15分後、空母「飛鷹」からの9機の九九式艦爆がヘンダーソン飛行場上空に出現した。周囲の艦船はすぐさま対空砲火を打ち上げ、「ゼイリン」が至近弾の水を被った程度で小破以上の被害はなかった。攻撃が終わると、輸送艦はルンガ岬に戻り揚陸を再開した。
10時50分、「アトランタ」は別の日本の航空部隊に関する情報を受信した。15分後、再び3隻の輸送艦を駆逐艦と護衛し北方に避退させた直後、ラバウルから飛来した一式陸上攻撃機27機が緩いV字陣形でエスペランス岬方面から来襲した。駆逐艦が対空射撃を行ったものの、これら一式陸攻は艦船攻撃が目的ではなく、爆弾をヘンダーソン飛行場に投下して去っていった。第62.4任務群は一式陸攻が去っていったのを確認してから揚陸作業を再開した。
いまだルンガ岬沖にあった「アトランタ」は、ダニエル・J・キャラハン少将が率いる第67任務部隊の指揮下に入ることとなった。13時10分ごろ、25機の日本機が50分以内に到達するという報告を受け、戦闘配置を令してこの日3度目の空襲に備えた。6分以内に、「アトランタ」や他の護衛艦艇は輸送艦で構成された第67.1任務群の周囲に集まり、2つのグループが15ノットの速力で北に向かった。14時10分、25機の一式陸攻を発見。一式陸攻はフロリダ諸島上空で二手に分かれた後、8メートルから16メートルの超低空から攻撃を仕掛けてきた。軽巡「ジュノー (USS Juneau, CL-52) 」が14時12分に反撃を開始し、「アトランタ」も1分後に射撃を開始した。アトランタは「サンフランシスコ」と駆逐艦「ブキャナン (USS Buchanan, DD-484) 」の間を通過し魚雷を投下した2機の一式陸攻を、魚雷投下直後に撃墜したと主張した。最後まで残っていた一式陸攻が去った後揚陸作業を再開したが、一連の攻撃の最中、撃墜された1機の一式陸攻が「サンフランシスコ」の後部構造物に体当たりして損傷を与えていた。

#### 夜戦
空襲の終わりは、「アトランタ」や僚艦に一服を与えた。この頃、ヘンダーソン飛行場を砲撃すべく進撃する、戦艦2隻、巡洋艦1隻および駆逐艦6隻からなる日本艦隊が接近しつつあるのが確認された。キャラハン少将は輸送艦と貨物船を退去させるよう命じ、第67.1任務群は輸送艦などを護衛してガダルカナル島近海から退避した。第67.4任務群は18時にルンガ岬を去り、シーラーク水道を東方向に通過した後、1時間後、もうすぐ日付の変わるころに針路を西方にした。その時、「ヘレナ」のレーダーが24,000メートルの距離に目標を探知した。「アトランタ」も、砲撃用レーダーにより目標を探知した。
「サンフランシスコ」座乗のキャラハン少将は、艦隊を丁字戦法に持ち込むべく艦隊の針路の左方への変更を命じたが、前方の駆逐艦が「艦隊を左へ」という命令を「艦を左へ」と読み違え、また前方に駆逐艦「夕立」と「春雨」が至近距離に出現したため混乱が生じた。「アトランタ」は駆逐艦への衝突を避けるべく激しくコースを変化せざるを得なかったが、やがて「サンフランシスコ」の前に戻り、正常を取り戻したかに見えた。しかし、懐に迫っていた駆逐艦「暁」が「アトランタ」をサーチライトで照射した後、魚雷を発射した。「アトランタ」は手持ちのサーチライトを使いながら、1,500メートルの距離にあった「暁」に対して砲撃を行い、「暁」は大破炎上し砲撃を受けてから15分で沈没した。
「暁」との戦いを続けていた「アトランタ」であったが、サーチライトに照らされた上部構造物は格好の目標となった。戦艦「比叡」、軽巡「長良」からの主砲弾が命中し木、さらに「サンフランシスコ」からの8インチ砲弾が19発命中。炸裂した砲弾は「アトランタ」の船体を緑色に染めて艦橋を滅茶苦茶にし、炸裂しなかった砲弾も断片によりスコット少将やアトランタの幹部を薙ぎ倒した。それにもかかわらず「アトランタ」は、「サンフランシスコ」が発見した新たな敵艦に対して反撃すべく努力した。
他の2隻の日本の駆逐艦が躍り出て「アトランタ」に迫ってきたので、5インチ砲の砲撃で応戦。この時、アメリカ艦隊の一斉攻撃を受けた「暁」は遠方で爆発を起こしながら漂流し、沈没していった。未確認の敵艦が現れ、「アトランタ」に対して攻撃を仕掛けてきたのと同じくして、「暁」から発射されたものと思しき魚雷が左舷機関室付近に2本命中。これにより、アトランタは全ての動力を一時的に失って砲撃できなくなった。それも、砲撃のために砲塔用の回線をつなげた途端電力が切れるという有様であった。また操艦もままならなくなった。
砲弾の雨嵐が止んだ後、足に軽傷を負っていただけだったジェンキンズ艦長は、現状把握のため艦尾方向に向かった。乗組員は3分の1が戦死または行方不明となり、船体もまた左舷に傾いていた。戦いの最中、生き残った乗組員は残骸を片付け始め、また傾斜を回復するために上部甲板部にある重量物を投棄し、排水を行った。

#### 沈没
やがて11月13日の朝を迎えると、周囲には損傷して動き難くなっている重巡「ポートランド (USS Portland, CA-33) 」、その三斉射により航行不能、戦闘不能となった「夕立」、および日本艦隊の攻撃で放棄された3隻のアメリカ駆逐艦の残骸が漂っていた。遠方のサボ島沖では、「比叡」が舵をやられて旋回を続けていた。「アトランタ」はエスペランス岬の東部に向けて漂流し、やがて、右舷主錨を降ろして艦を停止した。ジェンキンズ艦長は「ポートランド」に自艦の被害状況を報告した。また、ガダルカナル島のアメリカ軍から負傷者を収容するボートが繰り出され、午前一杯には全て収容された。
9時30分、掃海艇「ボボリンク (USS Bobolink, AM-20) 」が「アトランタ」の下に到着し、ルンガ岬まで曳航した。曳航の途中、2機の一式陸攻が攻撃を仕掛けてきたが、生きている2基の5インチ砲のうち、ディーゼル発電機により動く方を駆使して、そのうちの1機を追い払った。手動制御でしか動かせないもう1基の5インチ砲は、この小さな戦闘に参加できなかった。
「アトランタ」は14時にククム沖に達し、ジェンキンズ艦長は乗組員を集めて艦の今後について会合を開いた。この戦いの戦功で海軍十字章を受章したジェンキンズ艦長は後に、「艦を保つ努力は無駄に終わり、浸水は確実に増えてきていることを、この時改めて知った」と回想した。この海域では十分な救援体制も整っておらず、また日本艦隊の再度の来襲も予想された。南太平洋部隊司令官ウィリアム・ハルゼー中将はジェンキンズに、「アトランタ」を爆薬で自沈処分するよう命令した。
命令を受け、ジェンキンズと破壊担当班以外の乗組員は、ガダルカナル島からのヒギンズ・ボートに乗って「アトランタ」から退去した。やがて爆破が始まり、ジェンキンズ以下残った乗組員も別れを告げ去っていった。11月13日20時15分、「アトランタ」はルンガ岬西方約5キロの水深55メートルの海底に沈んでいった。
「アトランタ」は1943年1月13日に除籍された。
「アトランタ」は第二次世界大戦の戦功で5個の従軍星章を、1942年11月13日のガダルカナルの戦いにおける「英雄的な無敵の闘争心」で殊勲部隊章を受章した。